# Limburgia (Holandia)
Limburgia (niderl. Limburg, Provincie Limburg; limb. Nederlands Limburg) – prowincja w południowo-wschodniej Holandii ze stolicą w Maastricht, zajmująca powierzchnię 2209,85 km² i zamieszkana przez 1 117 201 osób (dane z 01.01.2020).
Utworzona w 1839 r., jako odrębne Księstwo Limburgii, po wytyczeniu granicy belgijsko-holenderskiej i podziale historycznej Limburgii, pomiędzy Belgię i Holandię. 11 maja 1867 Księstwo Limburgii stało się prowincją Holandii.

## Podział administracyjny

### Gminy
- Beek
- Beesel
- Bergen
- Brunssum
- Echt-Susteren
- Eijsden-Margraten
- Gennep
- Gulpen-Wittem
- Heerlen
- Horst aan de Maas
- Kerkrade
- Landgraaf
- Leudal
- Maasgouw
- Maastricht
- Meerssen
- Mook en Middelaar
- Nederweert
- Nuth
- Onderbanken
- Peel en Maas
- Roerdalen
- Roermond
- Schinnen
- Simpelveld
- Sittard-Geleen
- Stein
- Vaals
- Valkenburg aan de Geul
- Venlo
- Venray
- Voerendaal
- Weert

## Religia
Wyznania religijne (2015)Katolicyzm – 64,5%
Islam – 3,3%
Protestantyzm – 2,2%
Brak wyznania – 27,9%